# 112. vestlige længdekreds
Den 112. vestlige længdekreds (eller 112 grader vestlig længde) er en længdekreds, der ligger 112 grader vest for nulmeridianen. Den løber gennem Ishavet, Nordamerika, Stillehavet, det Sydlige Ishav og Antarktis.